# Celfilosofie
De celfilosofie of het celdelingsprincipe is een vorm van organisatiestructuur, vooral bedoeld voor de zakelijke dienstverlening.

## Principe
De organisatie bestaat uit een aantal mensen, deze mensen vormen gezamenlijk een cel. De cel heeft één eindverantwoordelijke. Wanneer de cel groter wordt dan bijvoorbeeld 50 medewerkers, splitst (deelt) de cel zich op in tweeën en er komt dus een nieuwe cel bij. De leidinggevende kiest een persoon uit die hij geschikt acht als leider van de volgende cel. Vervolgens zijn er twee leidinggevenden en twee cellen. Wanneer de cellen zich wederom uitbreiden en weer aan een aantal van circa 50 medewerkers komt, splitst de cel zich weer en er wordt weer een leidinggevende uitgezocht. Leidinggevenden worden nooit van buitenaf aangenomen, zodat zij ruim voldoende kennis hebben van de organisatie en hoeder van de cultuur van de organisatie zijn. Er ontstaan verschillende cellen onder een gemeenschappelijke naam. De leidinggevenden van alle cellen vormen samen een managementteam en zij passen de kaders zo nodig aan. Alle cellen opereren onafhankelijk onder een gemeenschappelijke naam en zijn ingedeeld naar bijvoorbeeld afzetgebied, branche of werkzaamheden. Wel is er één hoofdcel, waaraan verantwoording moet worden afgelegd over bijvoorbeeld financiën en of zij wel hebben gehandeld binnen door de holding resp. managementteam aangegeven kaders.

## Voorbeelden
Het in Engeland opgerichte Computer Management Group (CMG), paste de celdelingsfilosofie praktisch toe sinds de oprichting in 1964. De drie oprichters hebben de filosofie gehanteerd tot aan de fusie met Logica in 2002. Bij CMG werden de vestigingen kleiner gehouden dan 150 werknemers en splitsten vestigingen in tweeën als door groei de omvang daarbovenuit kwam.
Een bedrijf dat met een celfilosofie werkte is BSO/Origin van Eckart Wintzen. BSO heeft de filosofie echter al ruim vóór de fusie met Origin (Philips) in 1990 verlaten.